# Johan Hedin (politiker)
Johan Niclas Hedin, född 6 maj 1969 i Farsta, är en svensk politiker (centerpartist). Han var ordinarie riksdagsledamot 2014–2022 (dessförinnan tjänstgörande ersättare i riksdagen 2012–2013), invald för Stockholms kommuns valkrets.
Mellan september 2012 och april 2013 tjänstgjorde Hedin som ersättare i riksdagen för Fredrick Federley. Efter att Federley valts till Centerpartiets europaparlamentariker 2014 utsågs Hedin till ordinarie riksdagsledamot i juni 2014.